# کوریوکا
کوریوکا (به لهستانی:  Kurejewka) یک روستا در لهستان است که در گمینا گرایوو واقع شده‌است.